# ديبورا ويليس (مؤرخة)
ديبورا ويليس (بالإنجليزية: Deborah Willis)‏ هي مؤرخة الفن ومؤرخة ومصورة أمريكية، ولدت في 5 فبراير 1948 في فيلادلفيا في الولايات المتحدة.

## وصلات خارجية
- الموقع الرسمي
- ديبورا ويليس على موقع IMDb (الإنجليزية)